# Гедримович, Пётр Александрович
Пётр Александрович Гедримович (1851—1888) — российский юрист, педагог и переводчик; профессор Императорского Александровского лицея.

## Биография
Пётр Гедримович родился в 1851 году. Его отец Александр Игнатьевич (1819—1872) родился в Имеретии и по отцу числился грузино-имеретинским, а затем и русским потомственным дворянином; военную службу начал унтер-офицером и окончил штаб-ротмистром.
Пётр в 1864 году отлично сдал вступительные экзамены в 3-ю Санкт-Петербургскую гимназию, которую блестяще (с золотой медалью, окончил в 1868 году.
По настойчивой рекомендации преподавателей гимназии и с полного одобрения отца он поступил на юридический факультет Санкт-Петербургского университета. Ещё будучи студентом он написал рассуждение «О договоре между отсутствующими», в котором показал большую начитанность и глубокое знание исследуемого вопроса. 
В 1873 году, по окончании университетского курса кандидатом прав, он был оставлен при нём для подготовки к профессорскому званию; в 1874 году Гедримович, по рекомендации его преподавателя П. Г. Редкина, был приглашён в Императорский Александровский лицей для преподавания римского и гражданского права.
Преподавательская деятельность, к которой он, по отзывам современников, относился с большой добросовестностью, не отвлекла его от научных занятий; он принимал деятельное участие в Петербургском юридическом обществе, а незадолго до смерти вошёл в состав комиссии по составлению Гражданского уложения Российской империи при Втором отделении Собственной Его Императорского Величества канцелярии. 
Его научные труды в основном печатались в «Журнале гражданского и уголовного права» издаваемым Петербургским юридическим обществом под редакцией В. М. Володимирова. Среди прочего, в этом журнале была напечатана статья Гедримовича «О судоходных и сплавных реках по русскому праву» (1878 год, № 3, стр. 116—159); рецензии на сочинения Умова: «О влиянии отчуждения нанятого имущества на существование найма, М., 1878 г.» и «Дарение, его понятие, характеристические черты и место в системе права, M., 1876 г.» (1878 год, №№ 5 и 6, стр. 194—216).
Пётр Александрович Гедримович умер 12 июля 1888 года в Самаре.
Он подарил множество книг из своей коллекции библиотеке Александровского лицея; некоторые из них сохранились до настоящего времени.

## Рекомендуемая литература
- Гедримович Г. В. Петр Александрович Гедримович, 1851—1888: Ученый. Воспитатель. Человек // История государства и права. — 2013. — № 14. — С. 8—13.